# Vlag van Molenend

Vlag van Molenend

De vlag van Molenend is de dorpsvlag van het Nederlandse dorp Molenend, in de Friese gemeente Tietjerksteradeel. De vlag werd in 1984 geregistreerd.
Bij gemeenteraadsbesluit van 22 november 1984 zijn een wapen en een vlag vastgesteld voor de 16 dorpen van de gemeente Tietjerksteradeel. Het ontwerp van de vlag is van de hand van Piet Bultsma.

## Beschrijving
De beschrijving van de vlag is als volgt:
Gegeerd in acht stukken van groen en wit.
De kleuren zijn afkomstig van het dorpswapen.

## Symboliek
- Gegeerde indeling: verbeeldt de beweging van de roeden van de molen uit de naam van het dorp.[2]

Kleurstelling: overgenomen van een kwartier van het wapen van Tietjerksteradeel.